# Karl van Hall
Karl van Hall (* 28. Dezember 1926 in Emmerich; † 25. Februar 2014) war ein deutscher Politiker (CDU).

## Leben und Beruf
Nach dem Besuch der Volksschule absolvierte van Hall bis 1944 Militärschulen. Nach der Entlassung aus der Kriegsgefangenschaft war er von 1947 bis 1988 Beamter bei der Bundeszollverwaltung. Der CDU gehörte van Hall seit 1959 an. Er war in zahlreichen Parteigremien tätig, so u. a. als Vorsitzender des CDU-Kreisverbandes Duisburg.

## Abgeordneter
Vom 30. Mai 1985 bis zum 30. Mai 1990 sowie vom 9. März 1992 bis zum 31. Mai 1995 war Karl van Hall Mitglied des Landtags des Landes Nordrhein-Westfalen. 1985 wurde er über die Landesliste seiner Partei gewählt, 1992 rückte er über die Reserveliste nach.
Dem Rat der Stadt Duisburg gehörte er von 1964 bis 1992 an.

## Auszeichnungen
Van Hall war Träger des Bundesverdienstkreuzes I. Klasse.